# Rudolph John Anderson
Rudolph John Anderson (Härna, 13 settembre 1879 – 6 aprile 1961) è stato un chimico svedese.
Insegnante a Yale, gli si devono ottime ricerche di chimica organica, in particolare su temi come i carboidrati, gli steroli ed i fosfati.

## Biografia
Figlio di Anders e Johanna Anderson, Rudolph John Anderson era il maggiore di una numerosa famiglia composta da quattro maschi e tre femmine. Egli crebbe nella residenza dei genitori, posta presso la fattoria del padre e frequentò la scuola locale, ove imparò a leggere, a scrivere ed a far di conto a livello elementare, ricevendo anche una ferma educazione luterana. Nel 1893, all'età di 13 anni, si recò a Boston senza avere la minima conoscenza della lingua inglese per poi ottenere un impiego presso una famiglia di Cambridge, in Inghilterra, per la quale lavorò in casa durante i mesi invernali, spostandosi invece nella residenza di campagna di questi durante il periodo estivo, per un dollaro a settimana. Mentre si trovava a Cambridge Rudolph ottenne di frequentare la scuola media locale, uscendone a diciassette anni di età.
Seguì dunque un periodo di diversi anni nei quali egli si dedicò ad uno studio personale mentre trovò lavoro nel campo dell'industria presso Cambridge. Egli ottenne così l'incarico di assistente di laboratorio presso una compagnia per la lavorazione della gomma, passo che risulterà fondamentale per la sua carriera futura. Dopo breve tempo egli divenne impiegato presso una piccola azienda farmaceutica di Cambridge, raggiungendo il distaccamento della ditta in America, a New Orleans nel 1900. Anderson rimase nella compagnia per i successivi dieci anni, divenendone infine vicepresidente e direttore generale. Per prepararsi alle responsabilità che lo avrebbero atteso con questo nuovo incarico, si iscrisse alla scuola serale di farmacia di New Orleans, riuscendo a diplomarsi nel 1903. Decise infine di frequentare la Tulane University ove si laureò nel 1906 con una tesi in batteriologia dal titolo La mosca comune considerata come portatore di infezioni batteriche.
Nel 1909 fece ritorno in Svezia ove tentò di entrare all'Università di Uppsala come ricercatore, ma dopo diversi tentativi fallimentari decise di seguire il consiglio dei suoi insegnanti di Tulane e si recò a Berlino ove venne ammesso al laboratorio del professor Emil Fischer, per poi passare a quello di Hermann Leuchs, nel tentativo di ottenere il dottorato magistrale.
Malgrado l'impegno instancabile nello studio, nel 1911 Anderson si ritrovò ben presto senza denaro ed era ormai rassegnato a fare ritorno in America per mettersi alla ricerca di un nuovo impiego, quando accadde una cosa singolare: un suo compagno di studi, D. D. Van Slyke, ricevette un cablogramma da suo padre (che ricopriva l'incarico di capo chimico alla New York Agricultural Experiment Station di Geneva, presso New York), il quale gli chiedeva se fosse al corrente di qualche ragazzo che si trovava nel suo corso di laurea adatto a fare l'assistente in quel laboratorio. Anderson venne quindi raccomandato in questo frangente e giunse a Geneva nel settembre di quello stesso anno.
Al nuovo studio, egli si applicò con zelo malgrado la mancanza evidente di stimoli in quanto la stazione presso la quale si trovava a lavorare concentrava essenzialmente il proprio operato nei campi dell'agricoltura e della zootecnia. In questo frangente, però, Anderson si dedicò allo studio dell'Acido fitico e dei suoi effetti in campo animale. Per i successi nel campo, Anderson ottenne dal laboratorio un anno di licenza all'estero, in Germania, ove egli tornò nel 1914 per completare i propri studi magistrali, ma a causa della guerra scoppiata dovette ben presto lasciare Berlino per recarsi dapprima nei Paesi Bassi e da lì nel Regno Unito. Qui trovò un impiego nel laboratorio del professor Ernest Henry Starling presso l'University College di Londra, ove collaborò con R. H. A. Plimmer per indagare gli effetti dell'acido fitico, gettando le basi per il moderno concetto di PH.
Nel 1917 si trasferì al Cornell Medical College presso il laboratorio del professor Graham Lusk. Durante quell'anno gli Stati Uniti entrarono nella prima guerra mondiale e Anderson, pur trovandosi all'estero, aderì come volontario alla guerra, venendo assegnato come Capitano del Corpo Sanitario, Divisione Cibo e Nutrizione. Dopo l'armistizio venne assegnato ai campi di Hoboken e Camp Merritt, nel New Jersey, terminando il proprio servizio nel 1919. Ottenuto il decreto di laurea magistrale, sposò poi Clara Tillinghast, di Englewood, nel New Jersey.
Al suo ritorno a Geneva, egli venne nominato capo biochimico ed ottenne la cattedra di professore alla Cornell University, occupandosi nel contempo nello studio genetico delle migliori specie di uva adatte a crescere nella parte settentrionale dello stato di New York, di modo da migliorare l'agricoltura locale.
Invitato a presenziare ad un simposio di chimica organica tenutosi a Rochester nel dicembre del 1925, qui conobbe il professor T. B. Johnson dell'Università di Yale, il quale aveva ricevuto dalla National Tubercolosis Association il compito di isolare e trovare un rimedio al diffondersi della tubercolosi in quegli anni. L'anno successivo, Johnson invitò Anderson a Yale e con lui collaborò a questo progetto antibatterico. Anderson iniziò il suo lavoro a Yale nell'ottobre del 1926, dapprima sotto la supervisione del laboratorio locale e poi ottenendo una cattedra di professore di chimica, incarico che mantenne sino al 1948, anno del suo pensionamento.
Per i successi ottenuti nel suo campo, Anderson venne eletto presidente dell'American Society of Biological Chemists nel 1941 e divenne membro della National Academy of Sciences nel 1946. In quello stesso anno egli divenne membro della Connecticut Academy of Sciences e nel 1947 ottenne una laurea honoris causam in medicina dall'Università di Lund. Nel 1948 ricevette la Trudeau medal della National Tuberculosis Association e divenne membro onorario della Connecticut Medical Society nel 1951. Prestò servizio all'Università di Yale per molti anni come membro del Board of Scientific Advisors della Jane Coffin Childs Foundation.